# Партиен съвет на БКП (т.с) (1919 – 1923)
Партийният съвет на Българската комунистическа партия (тесни социалисти) е висш централен ръководен орган на партията през 1919–1923 г.
Създаден с измененията на устава от Първия конгрес на БКП (т.с.) (1919). В съвета влизат членовете на Централния комитет, на контролната комисия и избрани от конгреса делегати на окръжните партийни комитети (по 1 от окръг). Свиква се от ЦК на заседания всяко тримесечие, а при необходимост – и извънредно.
Обсъжда проблеми, свързани с политическото положение и задачите на партията, определя дневния ред и датите на партиийните конгреси.